# Marie-Antoinette Rivière

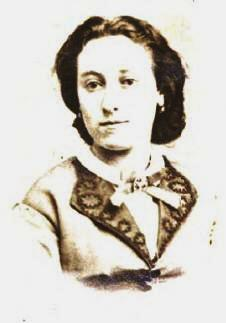
Marie-Antoinette Rivière

Marie-Antoinette Rivière (auch: Antoinette de Beaucaire; * 21. Januar 1840 in Nîmes; † 27. Januar 1865 in Beaucaire) war eine französische Dichterin okzitanischer Sprache.

## Leben und Werk
Marie-Antoinette Rivière wurde von Louis Roumieux dem Félibrige zugeführt und dichtete dort unter dem Namen La Felibresso de l’Eurre (Efeu-Felibrin) oder Antounieto de Bèu-Caire. Als sie im Alter von 25 Jahren starb, widmete ihr Roumieux einen Gedenkband mit ihren 25 Gedichten und zahlreichen Widmungen und Nachrufen unter dem Titel Li Belugo (= gesprühte Funken). Frédéric Mistral dichtete auf sie einen Totengesang im neunten Stück seiner Sammlung Lis Isclo d’Or (Die Goldinseln, 1875).

## Werke (Auswahl)
- (1865) Li Belugo d'Antounieto de Bèu-Caire. Hrsg. Yvonne Pauplin. Aix-en-Provence 1965.
- Poésies provençales avec la traduction française en regard. Précédées d'une étude sur Antoinette de Beaucaire et son temps, par Henriette-Louise Spanjaard. Aix-en-Provence und Leiden 1970.